# Blending (Eisenbahn)
Als Blending oder auch Blockblending bezeichnet man das zusätzliche Einsteuern der Druckluftbremse an Triebfahrzeugen bei wirkender dynamischer Bremse. In der Regel dient dies dazu, im Falle von Schnell- und Zwangsbremsungen die niedrigere Bremskraft der dynamischen Bremse im hohen Geschwindigkeitsbereich zu kompensieren und so das Erreichen der geforderten Maximalbremskraft sicherzustellen. Bei modernen Triebwagen wird über das Blending sichergestellt, dass vor allem die verschleißarme hydrodynamische oder elektrische Bremse wirkt und die Druckluftbremse erst zugeschaltet wird, wenn die Bremskraft der dynamischen Bremse nicht ausreicht. Damit wird verhindert, dass beim Zusammenwirken von Druckluft- und dynamischer Bremse die Haftwertgrenze überschritten wird.
In Deutschland verfügen unter anderem die Fahrzeuge der Baureihen 401 und 402, 422, 423, 424, 425, 430, 440/1440 (Coradia Continental), 442, 450, 1428 (Stadler Flirt³) sowie die Baureihen 643, 644, 648 und der Siemens Vectron über diese Funktion.